# Якубович Василь
Васи́ль Якубо́вич (1908, село Мамаївці, нині Кіцманського району Чернівецької області — 1983, Бухарест) — буковинський громадський діяч, юрист.
Правничі студії закінчив у Чернівецькому університеті. Згодом виконував адвокатську практику в Чернівцях.
Активний діяч Української академії козацтва «Чорноморе» в Чернівцях, співробітник журналу «Самостійна думка».
Від 1940 року в Бухаресті, де був деякий час радіодиктором українських передач. 1944 року арештований радянськими органами за націоналізм і засланий на 10 років у сибірські концтабори.
Після відбуття заслання жив у Бухарешті, де укладав шкільні підручники української мови і перекладав українських класиків (Тараса Шевченка, Івана Франка, Лесю Українку) румунською мовою.
Помер у Бухаресті, де й похований.